# Gangs
Gangs ist ein deutsches Jugenddrama aus dem Jahr 2009. Der von Regisseur Rainer Matsutani inszenierte und von Walt Disney Studios Motion Pictures Germany vertriebene Film kam am 1. Oktober 2009 in Deutschland, Österreich und der Schweiz in die Kinos. In Deutschland wurde der Film von 481.572 Kinobesuchern gesehen, wobei er etwas mehr als 2,9 Mio. Euro einspielte.

## Handlung
Rainer Matsutani beschrieb die Thematik des Films als eine Art West Side Story im Jahr 2008. Der Film spielt in Berlin. Chris ist der Anführer der Jugendgang Rox und sitzt im Gefängnis. Sein Bruder und Bandenmitglied Flo trifft Sofie, die Tochter reicher Eltern, und sie verlieben sich ineinander. Als Chris aus dem Gefängnis entlassen wird, plant die Gang einen Überfall, um Schulden bei einem Bandenführer zurückzahlen zu können. Als der Überfall fehlschlägt, verlangt Chris von seinem Bruder, dass er Sofies Mutter bestiehlt. Flo weigert sich zuerst dagegen, tut es aber trotzdem, da er nicht will, dass seinem Bruder etwas zustößt. Chris kommt später jedoch ins Grübeln und entscheidet sich dazu, sich Rico zu "stellen", ohne den Schmuck. Er will, dass Flo glücklich ist. Chris wird von den KILLAZ übel zugerichtet und muss ins Krankenhaus.

## Kritik
„Blutleer-synthetischer Film um jugendliche Bad Boys, der Klischees und Posen des Genres variiert, aber weder mit guten Darstellern noch mit einer originellen Handlung aufwartet und auch kein Gespür für sein Berliner Setting erkennen lässt.“

„Eine dämlichere Variante des Romeo-und-Julia-Themas sah man selten. Hier sind nicht nur die meisten Schauspieler schlecht - die Story des Drehbuchduos Peer Klehmet und Sebastian Wehlings [...] stimmt ebenso wenig wie die Ausstattung. Rainer Matsutani […], eigentlich gar kein so schlechter Regisseur, hätte sich vorher mal zumindest ‚West Side Story‘ anschauen sollen. Furchtbar!“